# Can't We Just Sit Down (And Talk It Over)
Can't We Just Sit Down (And Talk It Over) è un singolo della cantautrice statunitense Donna Summer, il primo estratto dall' album in studio I Remember Yesterday, e pubblicato il 1º marzo 1977 dall'etichetta Casablanca Records.

## Tracce
1. Can't We Just Sit Down (and Talk It Over) – 4:25 (Tony Macaulay)
2. I Feel Love – 5:55 (Pete Bellotte - Giorgio Moroder - Donna Summer)